# Selma (Alabama)
 For alternative betydninger, se Selma. (Se også artikler, som begynder med Selma)
Selma er en by i Alabama, USA med 20.512 indbyggere. Den er administrativt centrum for Dallas County.

## Eksternt link
- City of Selma

- Wikimedia Commons har flere filer relateret til Selma (Alabama)